# Koizora (serie de televisión)
Koizora (恋空?) es un drama japonés de 6 episodios emitidos en 2008. Está basado en la novela y best-seller de Mika de 2005, publicado originalmente en línea para leer a través de teléfonos móviles (cell phone novel), donde contaba su verdadera historia. En 2006 se imprimió en 2 volúmenes y al año siguiente se hizo una película homónima, donde Haruma Miura es el protagonista masculino.
La autora de la historia original, afirmó que se trata de una novela autobiográfica.

## Trama
Mika (Erena Mizusawa) acaba de comenzar la escuela secundaria y anhela a encontrar el amor. Un día, de la nada es besada por un chico llamado Hiro (Seto Koji), el cual al principio, no le cae bien porque cree que es una mala persona. Sin embargo, instantáneamente simpatizan y comienzan a salir, ya que ambos se enamoraron el uno del otro. No todo será bueno, se acercan tiempos difíciles, como por ejemplo; tendrán que lidiar con los horribles celos de Saki, la exnovia de Hiro (Haru) y demás cosas, que cambiarán sus vidas para siempre.

## Reparto
- Erena Mizusawa como Mika Tahara.
- Kōji Seto como Hiroki (Hiro) Sakurai.
- Tsuyoshi Abe como Yu, compañero universitario y novio de Mika.
- Aoi como Aya, mejor amiga de Mika.
- Shohei Miura como Nozomu, mejor amigo de Hiro.
- Haru como Saki, exnovia de Hiro. Luego de enterarse del embarazo de Mika, hará todo por separarlos.
- Kento Nagayama como Kato Tatsuya.
- Akiko Kikuchi como Saori Tahara.

- Datos: Q1196627